# Frameshift (gruppo musicale)
I Frameshift sono un gruppo musicale progressive metal statunitense nato nel 2003 dalla collaborazione tra il polistrumentista dei Chain, Henning Pauly, e il cantante dei Dream Theater, James LaBrie.

## Storia

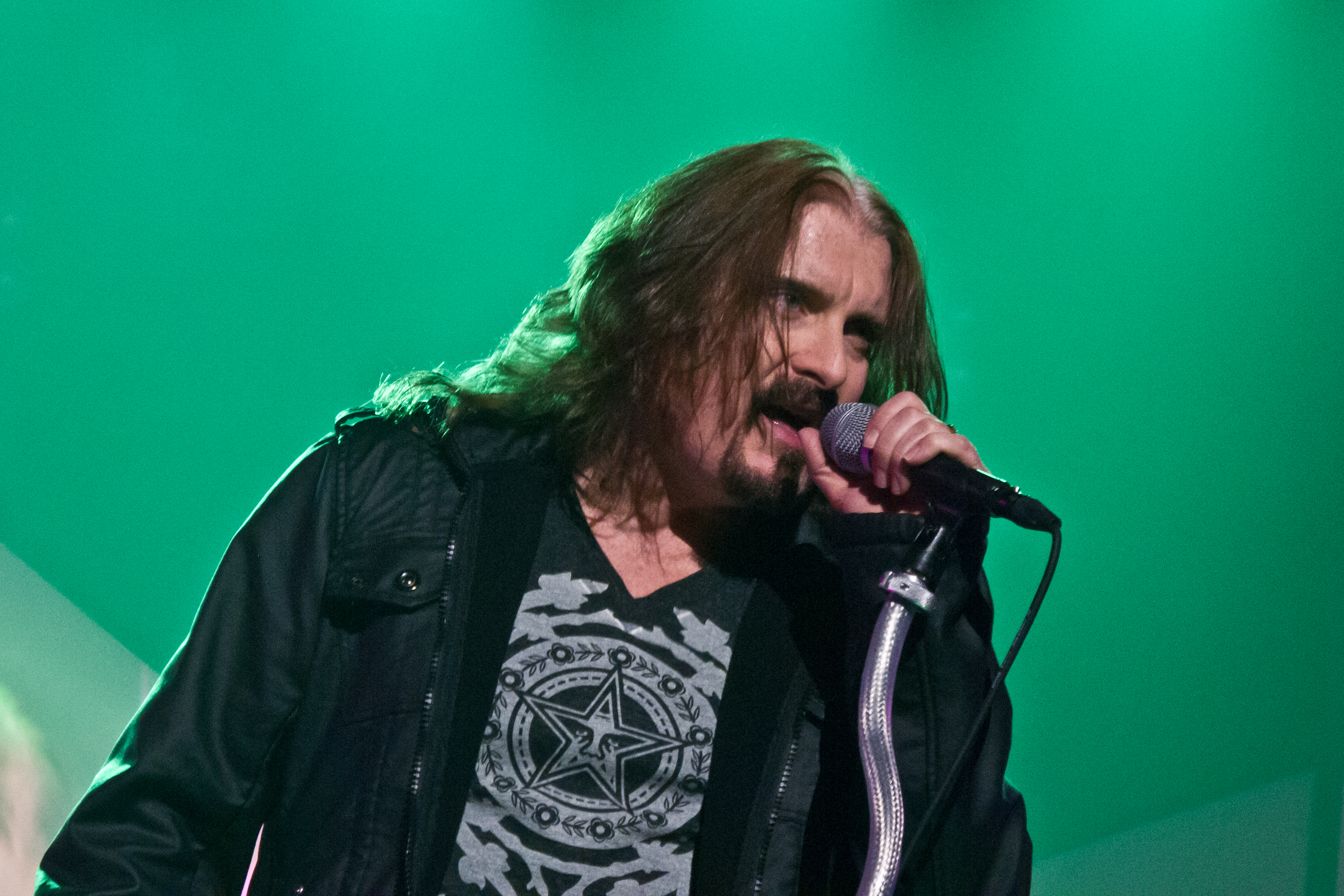
James LaBrie, primo cantante dei Frameshift

La collaborazione fra Pauly e LaBrie ha portato alla pubblicazione nel 2004 dell'album d'esordio dei Frameshift, chiamato Unweaving the Rainbow per la ProgRock Records, un concept album ispirato alle opere del biologo evoluzionista Richard Dawkins. Oltre a LaBrie alla voce, e a Pauly alla chitarra, basso, percussioni e tastiera, gli altri membri del gruppo sono stati Steve Katsikas al sassofono e Nik Guadagnoli in aggiunta alle chitarre e al basso.
Nel 2005 i Frameshift pubblicano il secondo album, intitolato An Absence of Empathy, sempre per la ProgRock Records, ma questa volta con Sebastian Bach alla voce. Per questo album tutta la parte strumentale è composta esclusivamente da Pauly.
Nel settembre 2007 e, successivamente, nel marzo 2009 Pauly annuncia ai suoi fan i titoli e i componenti del gruppo per i successivi due album dei Frameshift, rispettivamente The God Delusion, basato sul libro L'illusione di Dio di Richard Dawkins dal quale trae il titolo, e Loading Oakfield. L'uscita era prevista per il 2010 e il 2011, ma in realtà ciò non è mai avvenuto.

## Formazione
Attuale
- Henning Pauly – chitarra, basso, tastiera, percussioni (2003-presente)
- Steve Katsikas – sassofono (2003-presente)
- Dan Swanö – voce (2010-presente)
- Magali Luyten – voce (2011-presente)

Ex-componenti
- James LaBrie – voce (2003-2004)
- Nik Guadagnoli – chitarra, basso (2003-2004)
- Sebastian Bach – voce (2004-2009)

## Discografia
- 2004 – Unweaving the Rainbow
- 2005 – An Absence of Empathy